# فرودگاه شهرستان شل‌بای (آلاباما)
فرودگاه شهرستان شل‌بای (آلاباما) (به انگلیسی: Shelby County Airport (Alabama)) یک فرودگاه همگانی بهره‌برداری هوایی است که یک باند فرود آسفالت دارد. این فرودگاه در شهر آلاباستر، آلاباما کشور ایالات متحده آمریکا قرار دارد .